# Телегма – Айн-Бейда
Телегма – Айн-Бейда – газопровід на північному сході Алжиру.
Трубопровід, який ввели в дію у 1985 році, отримує живлення від газотранспортного коридору Хассі-Р'Мель – Скікда. Він має довжину 111 км та виконаний в діаметрі 500 мм.
Можливо відзначити, що в 2004-му на околиці Айн-Бейди ввели в дію ТЕС Фкіріна, що розрахована на споживання природного газу.